# Seefeld-Kadolz
Seefeld-Kadolz – gmina targowa w Austrii, w kraju związkowym Dolna Austria, w powiecie Hollabrunn, w regionie Weinviertel. Według Austriackiego Urzędu Statystycznego liczyła 917 mieszkańców (1 stycznia 2014).

## Współpraca
Miejscowości partnerskie:
- Dobšice, Czechy
- Himberg, Dolna Austria
- Jaroslavice, Czechy